# Engenheiro Paulo de Frontin
Engenheiro Paulo de Frontin este un oraș în unitatea federativă Rio de Janeiro (RJ), Brazilia.